# Djéniane Bourzeg
Djéniane Bourzeg (em árabe: جنين بورزق) é uma comuna localizada na província de Naâma, Argélia. Segundo o censo de 2008, a população total da cidade era de 3 392 habitantes.